# Хиць Віктор Леонтійович
Віктор Леонтійович Хиць (22 жовтня 1965, П'ятидні) — голова Володимир-Волинської районної ради з 27 листопада 2020 року.

## Біографія
Віктор Хиць народився в 1965 році в селі П'ятидні Володимир-Волинського району. До 1980 року він навчався в П'ятиднівській школі, а в 1980—1983 роках працював механізатором у місцевому колгоспі. У 1983—1985 роках Віктор Хиць проходив строкову службу в Радянській Армії. Після демобілізації у 1986—1987 роках Хиць працював директором будинку культури в рідному селі. З 1987 до 1988 року Віктор Хиць працював оператором верстатів з ЧПУ на заводі в місті Павлоград. У 1988 році повернувся на Волинь, працював на посаді майстра по ремонту зернозбиральної техніки у Володимир-Волинському РТП. У 1990 році Хиць вступив на навчання до Володимир-Волинського сільськогосподарського технікуму, який закінчив у 1993 році. Одночасно Віктор Хиць у 1991 році вступив на службу в органи внутрішніх справ, де працював до 2004 року.
У 2005 році Віктор Хиць став заступником начальника ДВС у місті Володимир-Волинський. У 2008 році він став начальником охорони у приватній охоронній фірмі «Феміда-Інтер», де працював до 2009 року. Після цього Віктор Хиць знаходився на пенсії працівника МВС. З 2014 року Хиць працював помічником народного депутата України Ігоря Гузя на громадських засадах.
У 2020 році на виборах до районної ради новоствореного Володимир-Волинського району Віктор Хиць став депутатом Володимир-Волинської районної ради. 27 листопада 2020 року на першому засіданні новообраної ради Віктор Хиць більшістю голосів (28 голосів «за») обраний головою Володимир-Волинської районної ради.